# آيون أليون بازدوغان
كان آيون أليون بازدوغان (9 مارس 1887- 29 يناير 1967) شاعرًا بيسارابيًا رومانيًا، وفولكلوريًا، وسياسيًا. كان أستاذ مدرسة شابًا في الإمبراطورية الروسية بحلول عام 1908، وكتب الشعر وجمع الفولكلور مشددًا على الروابط البيسارابية مع رومانيا، واشتغل مع عدد من الشخصيات المؤسسة في الحركة القومية الرومانية، بدءًا من آيون بيليفان. كان بازدوغان شخصية يسارية متطرفة في خلال ثورة فبراير، لكنه تعاون في آخر الأمر مع الحزب القومي المولدوفي في معارضة الاشتراكيين وبالبلاشفة. دعم اتحاد بيسارابيا ورومانيا دعمًا عنيفًا في خلال وجود جمهورية ديمقراطية مولدوفية مستقلة، وباعتباره عضوًا في هيئتها التشريعية (سفاتول تساري)، عمل على إيجادها. بعد أن هدده البلاشفة، فر إلى رومانيا وعاد رفقة كتيبة استكشافية يرأسها الجنرال إرنيست بروشتيانو، كونه أحد المفوضين الذين صوتوا للوحدة، وأحد الوجهاء الذين وقعوا على إعلانها.
في رومانيا الكبرى بفترة ما بين الحربين، تلقى بازدوغان آراء متفاوتة باعتباره شاعرًا تقليديًا حديثًا، بينما شغل أيضًا منصب ممثل مقاطعة بالتي في مجلس النواب. ناصر هناك اللامركزية ونظام زيمتوف، لكنه عارض الحكم الذاتي البيسارابي، بينما اشتُهر بموقفه المتشدد ضد الاتحاد السوفييتي، وقوميته المتطرفة، وانفجاراته المعادية للسامية. صار على التوالي عضوًا في حزب الفلاحين البيسارابي، وحزب الفلاحين، وحزب الفلاحين القوميين، وحزب فلاحين لوبو، والديمقراطيين القوميين. لفترة من الزمن، توظف بصفة إداري مدني، قبل أن يخوض في السياسة الفاشية مع الجبهة الرومانية.
جعله نشاطه السياسي هدفًا للقمع في عهد النظام الشيوعي الروماني، لكنه تلافى الاعتقال بالاختباء في أواخر الأربعينات وبداية الخمسينيات. حماه الناقد الأدبي بيربيسيسيوس، وعاد للظهور لاحقًا، لكنه وحتى وفاته، لم يُسمح له أن ينشر إلا ترجمات بأسماء مستعارة من الأدب الروسي، والتي تُوجت بترجمة يوجين أونجين التي نُشرت بعد وفاته. منذ التسعينيات، استُعيدت أعماله الشعرية وأُعيد تقييمها في رومانيا ومولدوفا.

## سيرته

### سنواته الأولى
وفقًا لأعمال مرجعية محدثة، وُلد آيون بازدوغان المستقبلي في 1887 في برينزيني نوي (في مقاطعة تيلينيشتي بمولدوفا حاليًا)، ابنًا للفلاحين أليكساندرو وإيكاترينا بوزداغا، الذين أنجبا كذلك سبع بنات. يزعم أحد قيود عام 1936 أنه وُلد في 1889 في بوزدوغيني. كانت كلتا القريتان آنذاك ضمن غوبرنيه بيسارابيا التابع للإمبراطورية الروسية، وتلقى الشاب تعليمه في مدرسة للمعلمين ببيرامشا. درس لاحقًا الهندسة الزراعية، والقانون، والأدب في المدارس الروسية في كامينيتس بموسكو. حاز بازدوغان، الذي زعم أنه سكن مع الشاعر الأوكراني إيفان فرانكو وصادقه، على رخصة للمارسة المحاماة من جامعة موسكو.
تأثر إلى حد ما بأعمال ميهاي إمينيسكو، وبدأ بكتابة شعره الخاص، الذي نُشر في مجلات بيسارابية منذ عام 1905، تحت الاسم المستعار نيكا روماناس (أو روماناس، «نيكا الشاب الروماني»). من الأسماء المستعارة الأخرى التي استخدمها بي. كوجالنيك، وآيون كامبيانو، وآي. دومبرافيانو. انخرط مع جماعات من القوميين الرومانيين التي كانت تتشكل آنذاك في الغوبرنيه، وكتب لصالح صحيفتهم بيسارابيا، وبينما كان في كامينيتس، شكل روابط مع رومانيين في شرق بيسارابيا.
في 1907- 1909، عندما كان أستاذ مدرسة في بورسوسيني، اشترك بالنادي القومي الروماني الذي أسسه القاضي آيون بيليفان. وضعه نشاطه هناك تحت مراقبة الأوخرانا، وخلال حملة القمع اللاحقة، تلقى عقوبة لأنه علم طلابه باللغة الرومانية. ورغم ذلك، ظل نشطًا في الدوائر القومية وتواصل في عام 1913 مع صحيفة كوفانت مولدوفينيسك، التي حررها لبعض الوقت، مستخدمًا اسم إن. روماناس مرة ثانية. بدأ أيضًا عملًا استمر طيلة حياته في جمع الفولكلور الروماني، وعلى الرغم من قمع السلطات الروسية لهذا العمل، فقد وثق الروابط الفولكلورية بين بيسارابيا والمناطق الأخرى التي يسكنها الرومان. أشارت الأغاني الشعبية في مجموعاته أيضًا إلى استياء البيسارابيين من الاستبداد القيصري، بما يناقض مزاعم أنهم كانوا مستمتعين بهذا النظام أكثر من دعمهم لرومانيا.
تطوع بازدوغان ضابطًا في الجيش الروسي الإمبراطوري، وانخرط في مسرح الحرب الروماني. في مرحلة ما من أحداث الثورة الروسية هذه، تعاون وزميله البيسارابي، غيرمان بانتيا، مع اليسار المتطرف الثوري، وانضما إلى الحزب الاشتراكي الثوري، ووفقًا لمصادر أخرى، ربما كانا على علاقة بالبلاشفة. بحلول وقت ثورة فبراير، كان بازدوغان قد دخل منظمة الجنود المولدوفيين في أوديسا، وتولى مهمة العمل الدعائي بين الوحدات البيسارابية في الجيش الإمبراطوري الروسي. كان ما يزال نشطًا بصفته كاتبًا، ويتواصل مع زملائه من غرب مولدوفا. بحلول فبراير 1917، كان قد انضم إلى الدائرة الأدبية لأكاديمية بارلاديانا، وصار صديقًا مقربًا من جورج توتوفيانو وأليكساندرو فلاهوتا. عندما كان على خطوط الجبهة، ساعد بإنقاذ حياة الضابط الروماني وزميله الكاتب كاميل بيتريسكو.

### الحزب القومي المولدوفي
بعد 13 مارس 1917، صار كل من بازدوغان وبانتيا أعضاء في الحزب القومي المولدوفي الذي أسسه بول غور (بّي إن إم)، وهو القوة القائدة للقومية الرومانية في الغوبرنيه السابق، واختيرا في لجنتها التوجيهية. لكن، وكما لاحظ لاحقًا زميله في الحزب بان هاليبا، كان بازدوغان معارضًا على نحو قاطع للجناح اليميني لبّي إن إم، والذي كان يتطلع إلى «انفصال بيسارابيا عن روسيا واتحادها مع رومانيا». بعد أن نقله الجيش الروسي إلى ياش، العاصمة الرومانية المؤقتة، صادق ميخائيل سادوفينو وغيره من المساهمين في صحيفة رومانيا. كان عنوانه البريدي هو المقر الرئيس للصحيفة، والذي كان أيضًا موطن الكاتب المسرحي باربو شتيفانيسكو ديلافرانسيا. لذلك ظل على اتصال بالقوميين الرومانيين، بما في ذلك المؤرخ نيكولاي إيورجا. أشار إيورجا إلى أن بازدوغان كان متحمسًا للإصلاحات الاشتراكية وانتقد الملك الروماني فرديناند الأول، داعمًا إلى حد ما الانتفاضة التي تدعمها روسيا، وفضل الفرار الجماعي. في ذلك الوقت، كان يتكلم بلهجة مولدوفية «خلابة» ممزوجة ببعض التعابير الروسية الجديدة.